# Celerina/Schlarigna
Celerina/Schlarigna (en alemán/italiano Celerina, en romanche Schlarigna) es una comuna suiza del cantón de los Grisones, situada en la región de Maloja en sur del valle de la Engadina. Limita al norte y al oeste con la comuna de Samedan, al este y sureste con Pontresina, al sur con el exclave de Samedan y Sankt Moritz. 

## Lengua
La lengua tradicional del pueblo fue hasta finales del siglo XIX el retorromano. En 1860 el 96% de la población hablaba romanche, fue a partir de los años 1870 que la cuota de romanos comenzó a descender, en 1880 el 76,9% era de lengua materna romanche. Fue a mediados del siglo XX que la lengua fue perdiendo más importancia: en 1900 todavía un 68,32% hablaba romanche, en 1941 aún una mayoría del 50,4% lo hablaba, en 1980 30,67%, 20,31% en 1990 y 12,79% actualmente. Estos porcentajes nos indican la forma en que el romanche está desapareciendo en la región, mientras que el alemán la conquista. Debido al bajo porcentaje de hablantes de romanche, quizás la lengua deje de ser oficial en esta comuna, pues el porcentaje es ya menor al del italiano, que tiene un 19,29% de nativos.